# Gaspard Hons
Gaspard Hons, né le 3 novembre 1937 à La Calamine et mort le 11 août 2020 à Liège, est un poète belge.

## Œuvres
- Le Bréviaire de l'attente, Paris, Éditions José Millas-Martin, 1974
- Cordages d’haleines, Liège, Belgique, Atelier de l’Agneau éditeur, 1975
- Maternité. La transhumance, Liège, Belgique, Éditions La Soif étanche, 1976
- Juin, lampe bleue et feu d’épaules, Eygalières, France, Éditions Le Temps Parallèle, 1976, 14 p. (BNF 42667202)
- Le jour émigre, Paris, Éditions Saint-Germain-des-Prés, coll. « blanche », 1977, 61p.  (ISBN 2-243-00599-9)
- Dix-sept heures, L. Dubost, France, coll. « Herbes folles », 1978, 32 p. (BNF 34626045)
- Baccarat dans le texte, Bruxelles, Belgique, Éditions Le Cormier, 1979
- Auberge de taffetas, Amay, Belgique, Éditions Vérités, 1979, 20 p. (BNF 35641977)
- Voir dire, Flémalle, Belgique, Éditions Vérités, 1982, 111 p. (BNF 34981589)
- Éternuement en ce lieu, Cahors, France, La Louve Éditions, 1984
- Fusil posé à l’ombre des chasseurs, Montereau, France, Les Cahiers du Confluent, 1984, 12 p.  (ISBN 2-904973-06-0)
- Éléments pour une demeure, Remoulins sur Gardon, France, Éditions Jacques Brémond, 1984, 77 p. (OCLC 21106566)
- Verger peint, Harnoncourt, Belgique, L'Apprentypographe, 1985, 26 p. (BNF 34921721)
- Mémoire peinte, Mortemart, France, Rougerie Éditions, 1985
- Chemins, Ternay, France, Éditions Pré de l’âge, 1985, 20 p. (BNF 34863750)
- Or & grès, Amay, Belgique, Les éditions l’Arbre à Paroles, coll. « Buisson ardent », 1988
- La Maison de personne, Mortemart, France, Rougerie Éditions, 1988, 87 p. (BNF 34991195)
- Le Poème de personne, Bruxelles, Belgique, Éditions Bernard Gilson, 1988, 49 p. (BNF 35042877)
- Des poèmes très ordinaires, Bruxelles, Belgique, Éditions Tétras Lyre, 1991
- Or et grès,Amay, Belgique, Identités Wallonie-Bruxelles, coll. « Le Buisson ardent », 35153170 , 17 p. (BNF 35153170)
- Le Livre de personne, Mortemart, France, Rougerie Éditions, 1991, 92 p. (BNF 35413218)
- La Dernière Montagne, Alençon, France, Gravos press, coll. « Le Bibelot », 1991, 12 p.  (ISBN 2-9504239-2-2)
- Offert aux dieux lointains…, Famars, France, Centre Froissart, 1992, 31 p. (BNF 35560823)
- Le froid n’atteint pas les pommiers en fleur, Mortemart, France, Rougerie Éditions, 1992
- Personne ne précède,Paris, A. Hatier, 1993, 208 p.  (ISBN 2-218-07492-3)
- Un papillon posé sur un livre de Georges Perec, Mortemart, France, Rougerie Éditions, 1993
- Au seul souci de voyager, Differdange, Luxembourg, Éditions Phi, coll. « Graphiti », 1994, 104 p.  (ISBN 2-87962-027-9)
- L’Impossible, Mazamet, France, Babel Éditions, 1994, 25 p.  (ISBN 2-909264-28-9)
- Signe de la main, Bruxelles, Belgique, Éditions Tétras Lyre, 1995, 15 p. (BNF 41036180)
- Bleu là-haut, Bruxelles, Belgique, Éditions Tétras Lyre, 1995
- Un nom sous ma langue, Bruxelles, Belgique, Éditions Tétras Lyre, 1995
- Le Jardin des morts heureux, Mortemart, France, Rougerie Éditions, 1996, 103 p.  (ISBN 2-85668-001-1)
- Dans les failles de la lecture et du silence, Bruxelles, Belgique, Éditions de l’Ambedui, 1997, 212 p. (BNF 37753051)
- Noli me tangere, Châtelineau, Belgique, Éditions Le Tillis Pré, 1997, 91 p.  (ISBN 2-930232-21-8)
- La Morale des abattoirs, Bruxelles, Belgique, Éditions Tétras Lyre, 1997, dépliant (BNF 37688509)
- L’Orage en deux: une anthologie poétique, 1974-1996, Chaillé-sous-les-Ormeaux, France, Éditions Le Dé bleu, 1998, 99 p.  (ISBN 2-84031-079-1)
- Visage racinéant, Mortemart, France, Rougerie Éditions, 1999, 111 p.  (ISBN 2-85668-047-X)
- Avec un livre sous le bras, Paris, Éditions de la Séranne, 1999, 12 p. (BNF 43722483)
- Le Jardin de Cranach: parcours 1979-1990, Châtelineau, Belgique, Éditions Le Taillis Pré, 2000, 166 p.  (ISBN 2-930232-36-6)
- Schlamm lumineux, Paris, Éditions de la Séranne, 2001, 18 p. (BNF 39036027)
- L’Écart, la Distance, Châtelineau, Belgique, Éditions Le Taillis Pré, 2001
- Ly’s light, Differdange, Luxembourg, Éditions Phi, coll. « Graphiti », 2002, 136 p.  (ISBN 2-87962-139-9)
- Un grand lieu vide sans vaisseaux, Châtelineau, Belgique, Éditions Le Taillis Pré, 2003
- La Fleur incréée, Laon, France, Éditions La Porte, 2004
- La Merveille du rien, Paris, Éditions Zéphyr, 2004, 21 p. (BNF 42627436)
- Promenade à Rorschach, Châtelineau, Belgique, Éditions Le Taillis Pré, 2005, 130 p.  (ISBN 2-930232-98-6)
- Propos notés en ramassant des aiguilles de pin, Mortemart, France, Rougerie Éditions, 2005, 64 p.  (ISBN 2-85668-121-2)
- Les Abeilles de personne, Châtelineau, Belgique, Éditions Le Taillis Pré, 2008
- Roses improbables, Châtelineau, Belgique, Éditions Le Taillis Pré, 2009
- L’Esprit du bœuf, Laon, France, Éditions La Porte, 2009, (BNF 41457063)
- Petites proses matinales, Mortemart, France, Rougerie Éditions, 2012, 59 p.  (ISBN 978-2-85668-170-1)
- Roses imbrûlées, Dudelange, Luxembourg, Éditions Estuaires, 2013
- Le Bel Automne, suivi de La merveille du rien, Mortemart, France, Rougerie Éditions, 2014, 59 p.  (ISBN 978-2-85668-189-3)
- Giordano Bruno et autres proses, Gerpinnes, Belgique, Éditions Tandem, 2014
- Quand resplendit la fleur inverse, Laon, France, Éditions La Porte, 2016, 20 p. (BNF 45032292)
- Invisibles cordées, Mortemart, France, Rougerie Éditions, 2022, 64 p.

## Prix
- Prix René Gerbault, pour Auberge de taffetas, en 1979
- Prix Claude Ardent, pour Le Voyage précaire, en 1985
- Prix Maurice et Gisèle Gauchez-Philippot, pour Mémoire peinte, en 1987
- Prix de l'Agence de Coopération culturelle et technique, pour Personne ne précède, en 1989
- Prix Froissart, pour Offert aux dieux lointains, en 1992
- Prix Emma Martin, pour Le Jardin de Cranach, en 2001
- Prix Jean Kobs de l’Académie royale de langue et de littérature françaises de Belgique, pour Le Jardin de Cranach, en 2002
- Prix Louis Guillaume du poème en prose, pour Propos notés en ramassant des aiguilles de pin, en 2006[2]
- Prix Robert Goffin, pour Roses improbables (sur manuscrit), en 2008
- Prix Eugène Schmits de l’Académie royale de langue et de littérature françaises de Belgique, pour Les Abeilles de personne, en 2009
- Prix Lucien Malpertuis de l’Académie royale de langue et de littérature françaises de Belgique, pour l'ensemble de son œuvre poétique, en 2009